# Hilal Mammadov
Hilal Mammadov (in azero Hilal Məmmədov; Distretto di Astara, 1959) è un giornalista e attivista azero, direttore del giornale di Baku "Tolyshi sado" (La voce dei talisci), l'unico giornale in Azerbaijan stampato in lingua taliscia.
Dopo la morte in custodia carceraria di Novruzali Mammadov, Hilal Mamedov è diventato un secondo leader della comunità minoritaria del popolo taliscio in Azerbaijan. È anche noto come autore del video meykhana intitolato Ty kto takoj? Davaj, do svidanija! che è presto diventato un Internet meme  in Azerbaijan e nel resto degli Stati post-sovietici.

## Biografia
Hilal Mammadov è laureato in matematica presso l'Università statale di Baku. Ha lavorato come consulente per l'Institute for Peace and Democracy ed è stato a capo del Comitato per la Difesa di Novruzali Mammadov, un linguista e attivista per i diritti umani taliscio (di cui non è parente), incriminato nel 2008 per spionaggio a favore dell'Iran e morto nel 2010 a seguito di tortura in un carcere azero. Nel 2008, Hilal Mammadov ha fatto appello ai diplomatici stranieri perché intervenissero in favore di Novruzali Mammadov e del suo assistente Elman Guliyev, che secondo Hilal Mammadov erano vittime di una campagna contro le minoranze.

### Arresto
Mammadov viene arrestato il 21 giugno 2012 e accusato di possesso di droghe illegali (30 grammi di eroina). Una corte di Baku conferma trenta giorni di detenzione preventiva, in attesa di giudizio. Viene incriminato in base all'art. 234, e rischia dai 3 ai 12 anni di prigione. Secondo i suoi parenti, Mammadov non ha mai fatto uso di droghe e l'arresto è politicamente motivato. Secondo una versione non ufficiale, l'arresto era volto a prevenire la partecipazione di Mammadov ad uno show televisivo russo, presentato da Ivan Urgant. L'Institute for Democracy and Peace e Front Line Defenders hanno condannato l'incriminazione e richiesto l'immediato rilascio di Mammadov; per FLD, le accuse "sono motivate solamente dal suo legittimo e pacifico lavoro in difesa dei diritti umani".
Secondo l'attivista azerbaijana per i diritti umani Leyla Yunus, l'arresto di Mammadov è un esempio della pressione sui gruppi minoritari in Azerbaijan. Per Yunus l'irritazione delle autorità potrebbe essere dovuta al fatto che la meykhana su YouTube era accompagnata dal commento "mentre il presidente Ilham Aliyev spende milioni per ospitare l'Eurovision 2012, una meykhana in lingua taliscia è diventata popolare gratis."
Il 3 luglio 2012 l'avvocato di Mammadov, Anar Gadirli, ha dichiarato che Mammadov era stato ulteriormente incriminato per alto tradimento e per incitamento all'odio etnico.

### Ricorso alla CEDU
Nel febbraio 2016, la Corte europea dei diritti umani ha condannato in primo grado l'Azerbaijan nel caso di Mammadov (no. 81553/12). Per i giudici di Strasburgo, nella gestione del caso le autorità azerbaijane hanno violato gli articoli 3 (trattamenti inumani e degradanti, diritti ad un'indagine) e 34 (diritto ad un ricorso individuale) della Convenzione europea per la salvaguardia dei diritti dell'uomo e delle libertà fondamentali. L'Azerbaijan è stato pertanto condannato a pagare 13.000 euro a Mammadov per danni morali e 2.500 euro per spese legali.